# Merops (König der Meroper)
Merops (altgriechisch Μέροψ Mérops) war in der griechischen Mythologie
ein mythischer König der Meroper auf der Insel Kos, Sohn des Triopas, Gatte der Echemeia und Vater einer Tochter, die der Insel den Namen gab.
Als seine Frau die Göttin Artemis beleidigt und lebendig in die Unterwelt verbannt worden war, war Merops über den Verlust so untröstlich, dass er sich das Leben genommen hätte, wenn nicht Hera ihn in einen Adler verwandelt und als Sternbild an den Himmel versetzt hätte.
Vermutlich ist er identisch zu sehen mit jenem Merops von Kos, der Vater des Eumelos, Vater des Agron ist.